# Championnat de France féminin de handball de Nationale 2 2013-2014
Navigation
Nationale 2 2012-2013 Nationale 2 2014-2015
La saison 2013-2014 du Championnat de France féminin de handball de Nationale 2 se compose de quatre poules de douze clubs et comprend quelques équipes réserves de clubs de LFH ou D2F. Les premières de chaque poule seront automatiquement promues en Nationale 1. Les deuxièmes de chaque poule s'affronteront en barrage pour déterminer les deux dernières équipes promues en Nationale 1.
Les trois dernières de chaque poule seront reléguées en Nationale 3.

## Les clubs de l'édition 2013-2014
| Poule 1 - SC Angoulême Handball r - Bordes Sports - Mérignac Handball r - ASPTT Limoges Handball - Rochechouart-St-Junien Handball 87 - Blanzat Sport Montluçon - Carquefou Handball - Légé-Cap Ferret Handball - CJF Fleury Loiret Handball - Aviron Bayonnais Handball - Bordeaux Etudiant Club - HB Ste Luce sur Loire | Poule 2 - Handaball Hazebrouck 71 - HBC Gagny - ASPTT Bar-le-Duc Handball - Villemomble Handball - Issy-Paris HF r - AS Montigny-Le-Bretonneux HB - Plouvorn HB - Landi / Lampaul HB - Reims Champagne Handball - Blanc-Mesnil Sport Handball - Beauvais OUC - Val d'Orge Handball | Poule 3 - Colmar Centre Alsace Handball - ES Besançon r - St Genis Laval AL - ASPTT Strasbourg - Yutz Handball r - Cercle Dijon Bourgogne r - Chevigny St Sauveur Handball - Kingersheim HBC - CA Pontarlier Handball - Hochelden Dettwiller - Echallas Handball - Reichstett | Poule 4 - Bouc Bel Air Handball - Saint Germain Blavozy Handball - HB Gardéen - CS Annecy le Vieux HB - Jacou Clapiers Le Crès Handball - Saint-Flour Handball - AS Cannes HB r - Toulon / St Cyr HB r - AL Voiron HB - O. Antibes - Juan les Pins HB - HB 07 Le Teil - Frontignan Thau Handball |